# Мепробамат
Мепробамат — лікарський засіб групи транквілізаторів з анксіолітичним впливом.

## Властивості
Білий кристалічний порошок. Малорозчинний у воді, легко розчиняється в спирті.

## Загальні відомості
Мепротан (мепробамат) вважається родоначальником транквілізаторів («малих» транквілізаторів). Був синтезований при пошуку центральних міорелаксантів. Першим препаратом цієї групи був 3-(орто-толокси)-1,2 пропандіол, або міанезін (синоніми: Mephenesin, Tolserol і ін.), Проте в зв'язку з коротким терміном дії, малою ефективністю при прийомі всередину і відносно високою токсичністю втратив значення як лікарський засіб.
Мепротан виявився більш активним, ефективним при прийомі всередину і значно менш токсичним. Поряд з міорелаксуючою дією, пов'язаною з гальмуванням передачі збудження в області вставних нейронів спинного мозку, таламуса і гіпоталамуса, він надає загальну заспокійливу дію на центральну нервову систему, підсилює ефект снодійних і знеболюючих засобів, має протисудомну активність.
На вегетативний відділ нервової системи мепротан вираженого впливу не робить; безпосередньо не діє на серцево-судинну систему, дихання, гладкі м'язи; дещо знижує температуру тіла.
Мепротан ефективний як заспокійливий засіб головним чином при неврозах і неврозоподібних станах і знайшов широке застосування в медичній практиці.
Застосовують мепротан при неврозах і неврозоподібних станах, що протікають з дратівливістю, збудженням, тривогою, страхом, афективною напруженістю, порушеннями сну, при психоневротичних станах, пов'язаних з важкими соматичними захворюваннями, а також при захворюваннях, що супроводжуються підвищеним м'язовим тонусом, при хворобах суглобів зі спазмами м'язів.
У психіатричній практиці при гострих психотичних станах з продуктивними психопатологічними розладами мепротан неефективний.
Як заспокійливий засіб може надавати сприятливий ефект при вегетативних дистоніях, передменструальному симптомокомплексі, клімаксі, початкових формах гіпертонічної хвороби, виразкової хвороби шлунка, шкірній сверблячці і ін. При порушеннях сну мепротан можна застосовувати самостійно і в поєднанні зі снодійними засобами.
У хірургічній практиці мепротан використовують при підготовці до оперативних втручань для зменшення відчуття страху перед операцією, для деякого зниження м'язової напруги.
Мепротан, як правило, добре переноситься. В поодиноких випадках можуть спостерігатися алергічні (шкірні висипання та ін.) І диспепсичні явища, підвищена сонливість, відчуття тяжкості в кінцівках, порушення координації рухів. Ці явища зазвичай проходять через 1-2 дні після відміни препарату.
Особи, які приймають мепротан, не повинні допускатися до водіння транспорту і виконання іншої роботи, що вимагає швидких психічних і рухових реакцій.
В окремих випадках при прийомі мепротана спостерігається ейфорія. Є повідомлення про можливість звикання до препарату і розвитку психологічної залежності. Лікування мепротаном має проходити під наглядом лікаря.